# Halland (hạt)
Hạt Halland (Hallands län) là một hạt (län) nằm ở bờ tây của Thụy Điển. Hạt này gần trùng với tỉnh văn hóa lịch sử Halland. Thủ phủ hạt là thành phố Halmstad.
Halland giáp các hạt: Västra Götaland, Jönköping, Kronoberg, Skåne và biển Kattegat.

## Các đô thị
Các đô thị hạt này (từ bắc đến nam):
- Kungsbacka (69.352 dân)
- Varberg (54.676)
- Falkenberg (39.595)
- Hylte (10.377)
- Halmstad (87.900)
- Laholm (23.039)

(dân số thời điểm 30/6/2005)